# Ad mortem festinamus
Ad mortem festinamus es una canción monódica medieval. Se encuentra recogida en el folio 26v del Llibre Vermell de Montserrat, uno de los manuscritos medievales más antiguos conservados que contienen música de la época.

## Descripción

### Estructura y análisis
La pieza presenta la forma de un virelay, que es una danza circular medieval escrita para una voz en latín. Es una canción responsorial concebida para ser danzada en compás de 3/4, al igual que Cuncti simus y Polorum regina. Se trata del ejemplo con música más antiguo conocido de Danza de la Muerte, esa curiosa y misteriosa práctica surgida durante el periodo de la peste negra que azotó Europa entre 1347 y 1348. En el manuscrito aparece un dibujo de un esqueleto descansando en un féretro abierto después de la novena y última estrofa del poema. La música, con sus ritmos danzables y sus secuencias de lucimiento, no fue concebida como una burla o broma en la presencia de la muerte. Por el contrario, el propósito era predicar el terror y la penitencia, al igual que en el poema Danza de la muerte compuesto hacia 1400 en octavas de doce sílabas obre el tema de la muerte, la gran niveladora.
Se estructura en frases de cuatro compases, que implican una pisada fuerte en el primer pulso. El primer pulso de cada cuatro siempre comienza con un troqueo. Cada tercer compás finaliza con un salto, o se rompe en un ritmo corrido.

### Notación
La notación empleada para copiar esta obra en el manuscrito es la notación mensural típica del Ars nova que especifica un compás concreto, al igual que el resto de piezas. La excepción es O Virgo splendens que está copiada en la notación cuadrada típica del gregoriano, que era la única adecuada para expresar el ritmo libre que requiere la música de este canon.
El copista del Llibre Vermell conoce bien la teoría de la notación introducida por Philippe de Vitry. La unidad de compás es la brevis y también emplea las figuras de la semibrevis, la minima y la semiminima. La notación de Montserrat es siempre negra y rellena, salvo en dos piezas que presentan el intercambio de notas rellenas en negro y otras en rojo o encarnadas. Estas dos piezas son Mariam matrem e Imperayritz de la ciutat joyosa, que son las de mayor valor artístico del conjunto. El hecho de plasmar la indicación de compás al inicio de cada pieza era una costumbre adoptada sobre todo en Francia y una práctica común desde la primera mitad del siglo XIV, pero no aparece en la notación montserratina.

## Letra
La letra habla de la inevitabilidad de la muerte y de la necesidad de cesar de pecar. 

Ad mortem festinamus peccare desistamus.

Scribere proposui de contemptu mundano ut degentes seculi non mulcentur in vano.

Iam est hora surgere a sompno mortis pravo.

Vita brevis breviter in brevi finietur mors venit velociter quae neminem veretur.

Omnia mors perimit et nulli miseretur.

Ni conversus fueris et sicut puer factus et vitam mutaveris in meliores actus

intrare non poteris regnum Dei beatus.

Tuba cum sonuerit dies erit extrema et iudex advenerit vocabit sempiterna

electos in patria prescitos ad inferna.

Quam felices fuerint qui cum Christo regnabunt facie ad faciem sic eum adspectabunt

Sanctus Dominus Sabaoth conclamabunt.

Et quam tristes fuerint qui eterne peribunt pene non deficient nec propter has obibunt.

Heu heu miseri numquam inde exibunt.

Cuncti reges seculi et in mundo magnates advertant et clerici omnesque potestates

fiant velut parvuli dimitant vanitates.

Heu fratres karissimi si digne contemplemus passionem Domini amara et si flemus

ut pupillam oculi servabit ne peccemus.

Alma Virgo virginum in celis coronata apud tuum filium sis nobis advocata

Et post hoc exilium occurens mediata.

Vila cadaver eris cur non peccare vereris.

Cur intumescere quearis. Ut quid peccuniam quearis. Quid vestes pomposas geris.

Ut quid honores quearis. Cur non paenitens confiteris. Contra proximum non laeteris.

## Discografía selecta
- 1978 – Llibre Vermell de Montserrat, siglo XIV. Hesperion XX, Jordi Savall (EMI Reflexe 45 641).
- 1992 – Llibre Vermell, pilgrim songs & dances. New London Consort, Philip Pickett (L'Oiseau-lyre 433 186)
- 1993 – Llibre Vermell. Ensemble Anonymus, Claude Bernatchez (Analekta 28001)
- 1994 – Llibre Vermell de Montserrat, cantigas de Santa Maria. Alla Francesca
- 1998 – Secular music c.1300. Studio der frühen Musik, Thomas Binkley (Teldec 3984-21709-2)
- 1998 – The Black Madonna: Pilgrim Songs from the Monastery of Montserrat (1400-1420). Ensemble Unicorn, Michael Posch (Naxos 8.554256)
- 2001 – Llibre Vermell de Montserrat. Ensemble Micrologus (Discant 1008)
- 2002 – Llibre Vermell. Capella de Ministrers, Carles Magraner (Licanus CDM 0201)
- 2007 – Llibre Vermell. Millenarium et al., Christophe Deslignes (Ricercar 260)
- 2008 – Llibre Vermell. Choeur de Chambre de Namur.

### Versiones
Además de la selección de grabaciones del Llibre Vermell citadas, se han llevado a cabo versiones tanto por parte de intérpretes clásicos así como músicos pertenecientes a otros géneros musicales. Así pues, la pieza ha sido interpretada y/o grabada, entre otros, por los siguientes grupos musicales:
- 1992 – Qntal I Qntal. Esta banda de música electrónica neomedieval aportó un nuevo tratamiento musical a las letras y se convirtió en un éxito de las pistas de baile alternativas.
- 1994 – Canto antiguo español. Capilla musical y Escolanía del Valle de los Caídos & Atrium Musicae, dir. Luis Lozano y Gregorio Paniagua.
- 1995 – In Festa. Ensemble Micrologus.
- 2002 – Llibre Vermell. Companyia Elèctrica Dharma.
- 2006 – La máquina de Dios. Lamia.
- 2006 – Rayuela. Ensemble Rayuela.